# WatchMojo
WatchMojo（ウォッチモジョ）は、カナダを拠点とする非公開のビデオ・プロデューサー、パブリッシャー、シンジケーターである。 いろんなジャンルのランキングを発表してる。130億回以上のビデオ視聴と2300万人の加入者（27番目に多く視聴されたチャンネル）を持つWatchMojoは、YouTube上で最大のチャンネルの1つを持っている。その視聴者と加入者の60％は男性であり、92％は米国からである。WatchMojo EspañolやWatchMojo Japanのような国際版や MsMojo のような関連チャンネルを含めると、4000万人以上の登録者がいる。月間ユニーク視聴者数で測定した場合の世界的な測定は、2018年3月の9,700万人から2018年9月には1億1,500万人、2019年1月には1億5,000万人に成長している。2020年4月時点で、WatchMojoのYouTubeチャンネルは1000億分以上の視聴時間を生み出した。

## 歴史
同社の伝記『The 10-Year Overnight Success: An Entrepreneurship's Manifesto – How WatchMojo Built the Most Successful Media Brand』によると、WatchMojoのビジョンは「情報を提供し、楽しませる」ことであり、「あらゆるトピックについてのビデオを制作する」ことを使命としている。2000年代前半にエンターテイメント、ライフスタイル、歴史に関するコラムを何百本も書き、2冊の本を出版した後、創業者のAshkan Karbasfrooshanは、ほとんどのウェブサイトで見られるユーザーが作成したものよりも高品質でありながら、インターネット視聴者の好みに合わせたフォーマット、スタイル、長さ、トーンのビデオを制作するためにWatchMojoを設立した。このように、WatchMojo.comは2006年1月にAshkan Karbasfrooshan、Raphael Daigneault、Christine Voulierisによって設立された。WatchMojo.comのウェブサイトは2006年1月23日に開設され、YouTubeチャンネルは2007年1月25日に開設された。Karbasfrooshanの元同僚であるAlex Lefebvreは、アスクメンとIGNで10年を過ごした後、2008年にCTO兼デザイン責任者として入社した。元々はホストとVlogスタイルのプレゼンテーションをフィーチャーしたコンテンツだったが、数年の間にナレーションをフィーチャーしたより洗練されたビジュアルへと変化していった。
WatchMojoは独立したチャンネルであり、マルチチャンネル・ネットワーク(MCN)でもその一部でもない。CEOのKarbasfrooshanによると、WatchMojoは2014年10月までに23人の正社員と100人以上のフリーランスのライターとビデオ編集者のチームを雇用していた。2017年3月には、その数は50人以上に跳ね上がった。
WatchMojoが制作した動画は、通常、YouTube、Facebook、Twitterのページで提案されたアイデアだけでなく、サジェスト・ツール上で訪問者から投稿され、投票される。YouTubeチャンネルのコメント欄の活動が活発になるにつれ、WatchMojoは投票者からの投稿を一元化するためにサジェスト・ツールを設計・構築した。このツールは、この機能にサインアップした25万人のユーザーが提案した50万件のビデオ・アイデアの250万件のリスト・エントリーで1,000万票を獲得している。
メインのYouTubeチャンネルでは、2013年10月30日に100万人を突破し、2014年8月29日には500万人を突破した。2014年12月、YouTubeチャンネルが600万人を突破した日に、タレントエージェンシーのウィリアム・モリス・エンデバーとの代理店契約を発表。2015年12月5日に1000万人の登録者数を突破。1500万人目の登録者は2017年7月29日に登録された。同社の他のチャンネル（JrMojo、MsMojo、英語以外の海外版）を横断して、WatchMojo Networkは4000万人以上の加入者を誇っている。
ナショナルホッケーリーグの2016-17レギュラーシーズン中、WatchMojoはニューヨーク・アイランダースのスポンサーを務めた。2016年10月、カルバスフロシャンは『The 10-Year Overnight Success: An Entrepreneurship's Manifesto – How WatchMojo Built the Most Successful Media Brand on YouTube』を出版し、デジタル書籍やガイドへの進出を果たした。
2017年8月、WatchMojoは動画の盗作で告発された。WatchMojoは、同社が動画の多くのインスピレーションとして提案ツールを頼りにしており、フリーランスのライターの大規模なベースを使用していると説明し、盗作の非難を避けるためには適切なクレジットについてライターを執拗に教育する必要があることを認めている。
2017年秋、同社は微博（ウェイボー）と提携し、中国本土でのいくつかのチャンネルを公開した。
同社の諮問委員会には、元AOL幹部でNatGeo社長のテッド・プリンスや、元DMGエンターテインメント幹部のクリス・フェントンなどが名を連ねている。

## コンテンツ
同社は、1本の動画の平均視聴時間が5分を超えており、業界標準を大きく上回っている。同社は、ユーザーが作成したコンテンツを特徴としておらず、ユーザーが動画をサイトにアップロードする仕組みも認めていない。同社のウェブサイトでは、特定のニッチなトピックの歴史をまとめた動画だけでなく、毎日の「トップ10」動画も制作している。これらのトピックは16のカテゴリのいずれかになりなる。アニメ、自動車、ビジネス、コメディ、教育、ファッション、映画、健康とフィットネス、ライフスタイル、音楽、子育て、政治と経済、宇宙と科学、スポーツ、テクノロジー、旅行、ビデオゲーム。毎日5本以上の動画を60分から75分のオリジナルコンテンツとして公開している。2016年2月には、女性の視聴者やファンによりよいサービスを提供するために、MsMojoチャンネルを開設した。また、スペイン語、フランス語、ドイツ語、イタリア語、トルコ語、ポーランド語、ハンガリー語の市場向けに英語以外の複数のチャンネルを開設した。
2017年4月には幼児・キッズ向けのJrMojoチャンネルを開設した。
2017年4月15日、WatchMojoは、ランキングトップ10リストにファンタジードラフトとスポーツトークラジオの雑談の要素を組み合わせたゲーム番組「The Lineup」をデビューさせた。後にこれは、ウェブシリーズ部門の最優秀シリーズとして、テリー賞を受賞した。
2017年5月31日、WatchMojoはチェルシーマーケットのYouTube SpaceでWatchMojo Liveという初のライブショーをライブ配信した。ショーは、オンラインメディア、広告、VRをカバーする午後の業界トラックで構成されていました。その後、DJ Killa Jewel、DJ Dan Deacon、Puddles Pity Party、Cavemanをフィーチャーしたイブニングショーが行われた。
2017年6月には、イギリスを拠点にポップカルチャー、エンターテイメント、音楽、テレビ、映画、スポーツに特化したチャンネル「WatchMojo UK」を開設。
2017年7月12日には、Llew Eyre、Bluey Robinson、Leif Eriksonの音楽アクトをフィーチャーしたロンドンのキングス・クロス駅のYouTube SpaceでのWatchMojo Liveをフォローアップしました。業界トラックでのスピーカーには、フサイン・マナワー、ベン・ジョーンズ、キム・スノーなどが名を連ねた。
ビデオ番組に加えて、デジタル・ブックやガイドにも進出している。WatchMojo Publishing の下にあるタイトルには、『Top 10 Anime of All Time』, 『50 Most Influential Sci-Fi Shows on TV』, 『Read-Only: A Collection of Digital Horror』、『75 Most Influential Horror Films of All Time』、『50 Most Influential Comics of the 1980s』、『Top 100 Music Videos of the 2000s』、『100 Decade-Defining Movie Movements of the 1990s』、さらには、同社の歴史とYouTubeがビデオ・プラットフォームとして圧倒的な地位を確立した10年の歴史を網羅した『10-year Special Edition Magazine』と『10-Year Overnight Success』などがある。
2017年12月には、オンラインのレビューで悪評の多かった施設を慢性化させた半脚本のトラベルコメディシリーズ「The WORST Travel Show on Facebook Watch」を開始した。
2018年1月にはビデオゲームを中心としたチャンネル「MojoPlays」を立ち上げ、2018年4月には元IGNホストのナオミ・カイルをホストに起用した。
その後、ポップカルチャー、エンターテイメント、メディアのニュースをカバーするMojoTalksチャンネルを開設し、トークやトリビアなど、トップ10リスト以外のフォーマットにも拡大し続けている。
2018年3月のUnveiledの買収により、サイエンスカテゴリに拡大した。
2018年4月、WatchMojoは積極的にカタログを更新し、自社やYouTubeのブランド安全基準を満たしていると感じられない動画を多数サンセットした。
2019年までに、雑学クイズアプリをリリースすることで、雑学クイズの提供を拡大した。
2019年4月には、フェアユースに依存する動画の豊富なライブラリを持つウィズ - 疑惑の乱用のインスタンスを強調するために、コンテンツIDを介してクレームやストライキを管理する10年間の経験に頼った動画をリリースした。フォローアップ動画では、同チャンネルは2014年から2019年までの間に権利者が20億ドル以上を不法に請求していたと推定している。
2019年2月にBloomberg BNNでホストのJon Ehrlichman氏と出演した際、Karbasfrooshan氏は、Context（Eventually ContextTV）という起業家精神に重点を置いたビジネスに特化した新ブランドの立ち上げを発表した。同社は、ContextTVチャンネルで初のドキュメンタリー「Fox in the Henhouse」を公開した。このドキュメンタリーは、若い有権者が社会主義に惹かれ、億万長者の資本家が所得格差に警鐘を鳴らしている時期に、富の格差を埋めるための起業家精神の役割を探ったものである。
2019年9月13日にサターン賞のライブ配信を実施した。
受賞歴のあるゲーム番組『TheLineup』を立ち上げてから3年後、『What the List?』をリリースした。

## ビジネスモデル
WatchMojo.com は運営の最初の6年間は赤字だったが、2012年には黒字になり、2013年からは利益を出している。2007年から2009年の不況のため、WatchMojo.comは広告サポートモデルを重視せず、他のメディア企業が自分たちのメディアにアクセスして使用するために支払うライセンス料を好意的に採用していた。その年の後半、Beet.TVは広告ベースの収益モデルからライセンス料ベースの収益モデルへの転換に成功した企業の例として、WatchMojo.comをと一緒に特集した。
2012年にはYouTubeに注力するようにシフトし、加入者数と視聴回数を伸ばした結果、黒字化した。また、WatchMojoは、VerizonのAolやGo90プラットフォーム、Dailymotion、Facebookなどにコンテンツのライセンスを供与している。多くの学術機関や教育出版社は、WatchMojoのプログラムをESLプログラムやK-12カリキュラムで使用しています。WatchMojoは、教育者や学生に、関連性が高く、学習を補完するビデオをプレゼンテーションの一部として使用することを奨励している。
2016年、Ernst & Youngは、過去に受賞したCirque du SoleilのGuy Laliberteに続く、ケベック州のメディア＆エンターテイメント部門のアントレプレナー・オブ・ザ・イヤーをKarbasfrooshanに授与した。
2018年3月には、初の買収としてUnveiledチャンネルを買収。2019年9月には、デジタルクリエイターを紹介するBufferフェスティバルに投資した。
WatchMojoは、ロサンゼルスに拠点を置くICM Partnersが代表を務める。

## 慈善活動
2019年7月、WatchMojoのホストであるレベッカ・ブレイトンとCEOのアシュカン・カーバスフロシャンは、さまざまな慈善活動に還元するための同社の計画について議論した。2020年11月、WatchMojoはMojo Givesを導入した。これは、亡くなった有名人を称える一方で、視聴者や従業員が支持していた大義に恩返しをしたいという願望と責任を引用したもの。